# Orgeix
Orgeix är en kommun i departementet Ariège i regionen Occitanien i södra Frankrike. Kommunen ligger  i kantonen Ax-les-Thermes som ligger i arrondissementet Foix. År 2022 hade Orgeix 101 invånare.

## Befolkningsutveckling
Antalet invånare i kommunen Orgeix
Referens: INSEE